# Verrucachernes orca
Verrucachernes orca es una especie de arácnido  del orden Pseudoscorpionida de la familia Chernetidae.

## Distribución geográfica
Se encuentra en Asia, Islas del Pacífico.